# Paprotka przejściowa
Paprotka przejściowa (Polypodium interjectum Shivas) – gatunek byliny z rodziny paprotkowatych. Występuje w Europie i na Maderze. W Polsce rośnie tylko na Pogórzu Kaczawskim.

## Morfologia
KłączePełzające, owalne na przekroju. Łuski na kłączu jajowato-lancetowate do podługowatych, o długości 4-6 mm, bardzo szerokie u nasady, czerwonawo-brązowe.
LiściePojedynczo pierzaste, wydłużono-owalne do lancetowatych, łukowate, zimotrwałe, o długości 20–70 cm. Odcinki ostre, piłkowane, podługowate lub podługowato-lancetowate. Dolna para odcinków skierowana do tyłu. Nerwy boczne drugiego rzędu z trzema-czterema rozwidleniami. Między brzegiem zatoki a nerwem głównym brak chrząstkowatego połączenia. Kupki elipsoidalne do podługowatych. Pierścień zarodni z sześcioma-dwunastoma zgrubiałymi komórkami.

## Biologia i ekologia
Bylina, hemikryptofit. Zarodnikuje od września do października. Rośnie na zacienionych zboczach. Liczba chromosomów 2n = 222.

## Zagrożenia i ochrona
Umieszczona na polskiej czerwonej liście w kategorii EN (zagrożony).